# フィルムが再発見された映画の一覧

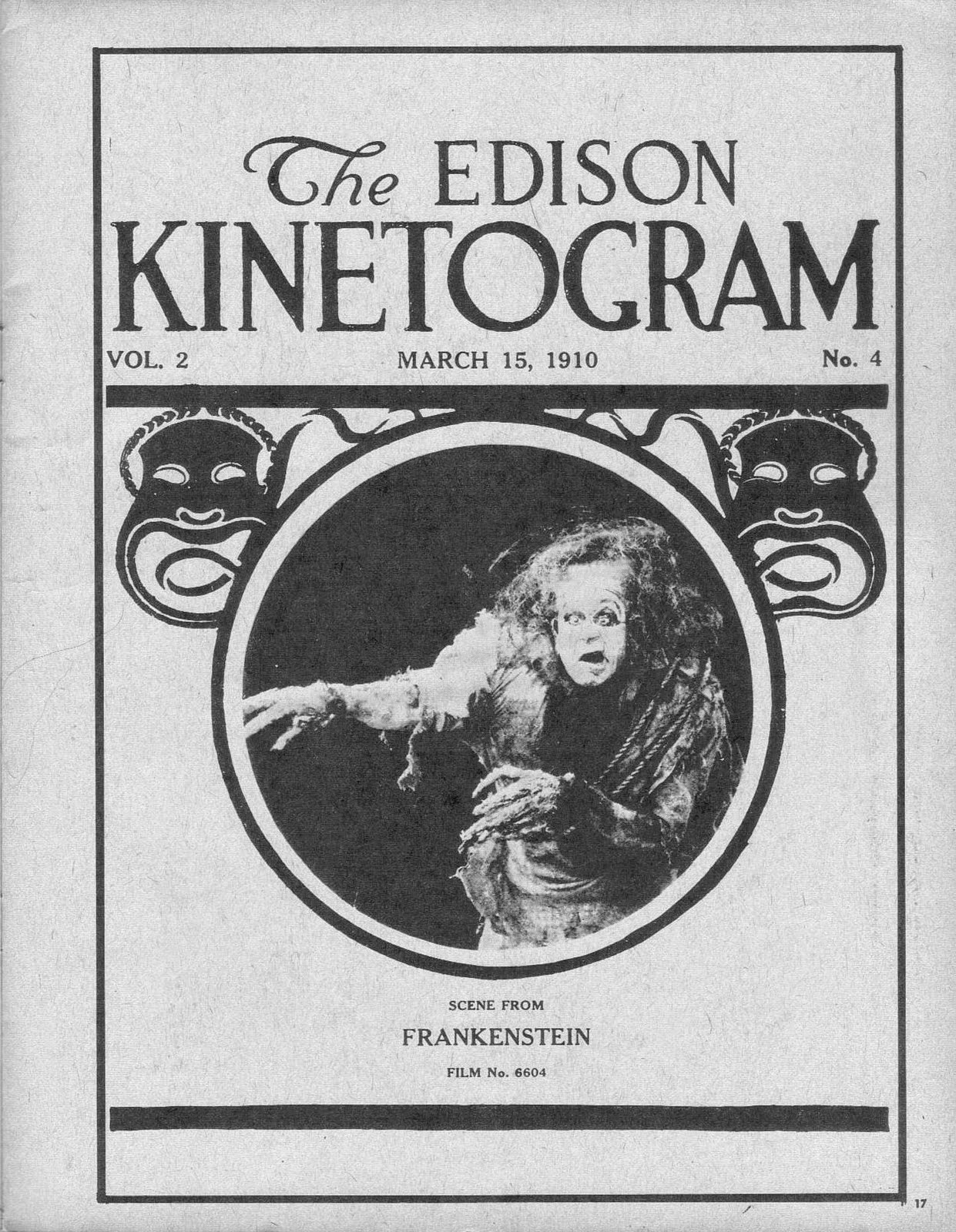
『フランケンシュタイン』(1910年公開)

本項では、フィルムが再発見された映画について記述する。

## サイレント映画

### 1890年代
| 製作年 | 原題                         | 監督                         | キャスト                          | 備考 | 注          |
| ------ | ---------------------------- | ---------------------------- | --------------------------------- | --- | ----------- |
| 1896   | Défense d'afficher           | ジョルジュ・メリエス         | ジョルジュ・メリエス              | 2004年に再発見 | [ 1 ]       |
| 1896   | 悪魔の館 Le Manoir du diable | ジョルジュ・メリエス         | ジュアンヌ・ダルシー              | 1988年にニュージーランドで再発見。 |             |
| 1897   | The X-Rays                   | ジョージ・アルバート・スミス | トム・グリーン ローラ・ベイリー   | イギリスの映画作品 | [ 2 ]       |
| 1898   | Something Good – Negro Kiss  | ウィリアム・セリグ           | セント・サトル ガーティ・ブラウン | アフリカ系アメリカ人によるキスシーンがある初めての映画とされる。 | [ 3 ] [ 4 ] |
| 1899   | 紅葉狩                       |                              | 九代目市川團十郎 五代目尾上菊五郎 | 同名の演目を収録した映画で、1927年に複製されたフィルムは、2009年に日本の重要文化財に登録されている。 2022年4月、1927年に複製されたバージョンよりも古いフィルムが見つかり、これまでのフィルムには収録されていなかった場面も一部含まれていた。 | [ 5 ]       |

### 1900年代
| 製作年          | 邦題 原題                                   | 監督                                      | キャスト                                        | 備考 | 注            |
| --------------- | ------------------------------------------- | ----------------------------------------- | ----------------------------------------------- | --- | ------------- |
| 1900            | Sherlock Holmes Baffled                     | アーサー・マーヴィン                      | 記載なし                                        | 全30秒。世界初の推理映画にして、世界で初めてシャーロック・ホームズを題材とした映画。 1968年、マイケル・ポインターというシャーロック・ホームズ映画の歴史の研究家が印画紙にプリントされたコピーを発見し、アメリカ議会図書館に16mmフィルムに転写したものが保管されている。                                                                                         | [ 6 ]         |
| 1901            | The Death of Poor Joe                       | ジョージ・アルバート・スミス              | ローラ・ベイリー                                | チャールズ・ディケンズの小説『荒涼館』に登場する浮浪児ジョーの死を描いた短編映画で、現存するディケンズの作品のキャラクターが出てくる映画の中では最古のものである。1954年ごろから所在不明とされてきたが、2012年に再発見された。 | [ 7 ]         |
| 1901            | Bouquet d'illusions                         | ジョルジュ・メリエス                      | -                                               | 英題は『The Triple-Headed Lady』 | [ 8 ]         |
| 1902            | 月世界旅行（着色版） Le Voyage dans la Lune | ジョルジュ・メリエス                      | -                                               | 長年所在不明だったが、1993年にフィルムが見つかり、修復を経て2011年のカンヌ国際映画祭で上映された | [ 9 ]         |
| 1904            | 手品コンテスト Match de prestidigitation    | ジョルジュ・メリエス                      | -                                               | 1人の奇術師が2人に分裂し、手品を披露してまた1人に戻るという内容の2分間の作品。匿名の人物からチェコ国立映画アーカイブに寄贈されたフィルムで、別の作品の題名がつけられていたが、違う作品であることが判明し、フランス国立図書館による調査を経て、この作品であることが判明した。                                                                                    | [ 10 ] [ 11 ] |
| 1904            | Le Rosier miraculeux                        | ジョルジュ・メリエス                      | -                                               | 英題は『The Wonderful Rose-Tree』。 『Bouquet d'illusions』と共に再発見された。 |               |
| 1904または 1906 | Living London または The Streets of London  | チャールズ・アーバン                      | -                                               | ロンドン市民の生活を描いた全1本（10分）のドキュメンタリ映画。断片を保管していたオーストラリアの国立映像音声資料館は、イギリスの学者イアン・クリスティーにより、断片が"Living London"の一部であることがつきとめられたとしているが、アーバンのウェブサイトには、断片は"The Streets London"という、"Living London"より後に制作した作品の一部であるという記述がある |               |
| 1907            | 活動写真                                    | 不明                                      | -                                               | 日本最古のアニメーション映画で、全長3秒。2005年7月31日京都府にて再発見された。 | [ 14 ]        |
| 1908            | 電化ホテル El hotel eléctrico               | セグンド・デ・チョーモン                  | セグンド・デ・チョーモン ジュリエンヌ・マチュー | 長らく失われたと考えられてきたが、のちに発見され、フィルモテーカ・エスパニョーラ のフィルム保管庫に保管されている。 | [ 15 ]        |
| 1909            | Jephtah's Daughter: A Biblical Tragedy      | 不明                                      | アネット・ケラーマン モーリス・コステロ         | 現在British Film Institute に保管されている。 | [ 2 ]         |
| 1909            | La Tosca                                    | アンドレ・カルメット シャルル・ル・バルジ | セシル・ソレル                                  | 現在BFI National Archiveに保管されている | [ 2 ]         |

### 1910年代
| 製作年 | 邦題 原題                                                | 監督                                                            | キャスト                                                                                        | 備考 | 注            |
| ------ | -------------------------------------------------------- | --------------------------------------------------------------- | ----------------------------------------------------------------------------------------------- | --- | ------------- |
| 1910   | フランケンシュタイン Frankenstein                        | J・サール・ドーリー                                             | チャールズ・オーグル                                                                            | 1950年、フィルムコレクターが購入したことにより所在が判明した。 | [ 16 ]        |
| 1910   | Il Guanto (The Glove)                                    | ルイジ・マッジ                                                  | アルベルト・カポッツィ マリー・クレオ・タルラリーニ マリオ・ヴォレル＝ブッツィ                  | 2015年、フィルムコレクターが私的にリサイクルセンターから購入したことで所在が判明した。 | [ 17 ]        |
| 1911   | Their First Misunderstanding                             | トーマス・H・インス ジョージ・ローン・タッカー                  | メアリー・ピックフォード                                                                        | 初めてピックフォードの名前がクレジットに記載された作品。2006年、ニューハンプシャーの納屋から発見された | [ 18 ]        |
| 1911   | Maid or Man                                              | トーマス・H・インス                                             |                                                                                                 | アメリカ映画 | [ 2 ]         |
| 1911   | At the Duke's Command                                    | トーマス・H・インス                                             |                                                                                                 | アメリカ映画 | [ 2 ]         |
| 1911   | The Mirror                                               | トーマス・H・インス                                             |                                                                                                 | アメリカ映画 | [ 2 ]         |
| 1911   | Pictureland                                              | トーマス・H・インス                                             | イサベル・レア キング・バゴット                                                                 | アメリカ映画 |               |
| 1911   | A Manly Man                                              | トーマス・H・インス                                             |                                                                                                 | アメリカ映画 | [ 2 ]         |
| 1911   | In the Sultan's Garden                                   | トーマス・H・インス                                             |                                                                                                 | アメリカ映画 | [ 2 ]         |
| 1911   | Karađorđe                                                | イリヤ・スタンオッジュビック・シカ                              |                                                                                                 | セルビア(旧：ユーゴスラビア)史上初の長編映画。1928年から現存しないとされてきたが、2003年に Austrian Film Archivesで見つかった。 |               |
| 1911   | Pinocchio                                                | ジュリオ・アンタモロ                                            | フェルディナン・ギョーム                                                                        | ピノキオを題材にした初めての映画で、イタリアで制作された。部分的に現存。 |               |
| 1912   | 愚者とお金 A Fool and His Money                          | アリス・ギィ＝ブラシェ                                          |                                                                                                 | アメリカ映画 | [ 2 ]         |
| 1912   | 夜と氷の中で In Nacht und Eis                            | ミーメ・ミス                                                    |                                                                                                 | タイタニックを題材とした2本目の映画で、1914年ごろから現存していないとみなされてきたが、1998年にフィルム収集家の保管所から発見された | [ 19 ]        |
| 1912   | リチャード三世 Richard III                               | アンドレ・カルメット ジェームズ・キーン                         | ロバート・ゲンプ (Robert Gemp) フレデリック・ウォード                                           | 世界で初めて、ウィリアム・シェイクスピアの戯曲を長編映画化した作品。1996年、オレゴン州の映写技師が30年以上前に盗んだ本作のフィルムが発見された | [ 20 ] [ 21 ] |
| 1912   | En stærkere Magt                                         | ヤルマール・ダビドセン エドゥアルト・シュネドラー＝セーレンセン | ヴァルダ・ヴァルキリエン                                                                        | Danish Film Instituteによって保管されている | [ 22 ]        |
| 1912   | Under Two Flags                                          |                                                                 |                                                                                                 | アメリカ合衆国の映画作品 | [ 2 ]         |
| 1913   | en:Poor Jake's Demise                                    | アレン・カーティス                                              | ロン・チェイニー ルイズ・ファゼンダ                                                             | チェイニーの名前が初めてクレジットに記載された作品。2006年、100本以上の他の映画のフィルムとともに断片が発見された。 | [ 23 ]        |
| 1913   | ゼンダ城の虜 The Prisoner of Zenda                       | エドウィン・S・ポーター ヒュー・フォード                        | ジェームズ・K・ハケット ベアトリス・ベックリー デイヴィッド・トーレンス                         | プリントがアメリカ議会図書館で発見され、ジョージ・イーストマン・ハウスにあるInternational Museum of Photography and Filmにも不完全なフィルムが保管されている | [ 2 ]         |
| 1913   | en:A Sister to Carmen                                    | チャールズ・ガスキル                                            | ヘレン・ガードナー                                                                              | 硝酸銀のポジフィルムが1996年にイングランドで発見された。 | [ 24 ]        |
| 1913   | en:When Lincoln Paid                                     | フランシス・フォード                                            | フランシス・フォード                                                                            | 2006年、ニューハンプシャー州にある解体作業中の納屋から発見された。 | [ 25 ]        |
| 1914   | en:The Active Life of Dolly of the Dailies               | ウォルター・エドウィン                                          | メアリー・フラー イェール・ボス                                                                 | 2009年、ニュージーランドフィルム・アーカイヴにて発見された | [ 26 ]        |
| 1914   | en:The Girl Stage Driver                                 | ウェブスター・カリソン                                          | ノーバート・A・マイルス (Norbert A. Myles) エドナ・ペイン ウィル・E・シーラー (Will E. Sheerer) | 2009年、ニュージーランドフィルム・アーカイヴにて35mmフィルムに記録されたポジフィルムの一部が発見された | [ 27 ] [ 28 ] |
| 1914   | Der Hund von Baskerville (The Hound of the Baskervilles) | ルドルフ・マイネルト                                            |                                                                                                 | | [ 29 ]        |
| 1914   | Pirates of the Plains                                    | オーティス・セイヤー                                            |                                                                                                 | 1993年、ウィスコンシン州アンティゴーのフィルムコレクターの許から発見された。2014年の時点で、コロラド・モーション・ピクチャー・カンパニー（Colorado Motion Picture Company）が制作した映画の中で唯一現存する作品である。 | [ 30 ]        |
| 1914   | Salomy Jane                                              | ウィリアム・ナイ ルーシャス・ヘンダーソン                       | ビートリス・ミケレナ ハウス・ピータース                                                         | 1996年、オーストラリアにて完全なニトロセルロースのフィルムが発見された。 | [ 31 ]        |
| 1914   | The Stain                                                | フランク・パウエル                                              | エドワード・ホセ セダ・バラ                                                                     | 1990年代、オーストラリアにてプリントされたフィルムが発見された。 | [ 32 ]        |
| 1914   | 泥棒を捕まえる人 A Thief Catcher                         | フォード・スターリング                                          | フォード・スターリング チャールズ・チャップリン (端役)                                          | 2010年、ミシガン州の骨董市にてプリントが売られているところが発見された。 | [ 33 ]        |
| 1914   | en:Won in a Closet                                       | メイベル・ノーマンド                                            | メイベル・ノーマンド                                                                            | 2009年、ニュージーランドフィルム・アーカイヴにて発見された | [ 26 ]        |
| 1915   | Double Trouble                                           | ウィリアム・クリスティ・キャバン                                |                                                                                                 | | [ 2 ]         |
| 1915   | en:His Lordship's Dilemma                                |                                                                 | W・C・フィールズ                                                                                | ベルギーのフィルム保管庫にて発見された | [ 2 ]         |
| 1915   | en:Peculiar Patients' Pranks                             | ハル・ローチ                                                    | ハロルド・ロイド                                                                                | オーストラリアのNational Film and Sound Archiveにて発見された |               |
| 1915   | Youth                                                    | ハリー・ハンドワース                                            |                                                                                                 | 英国映画協会の保管庫にて発見された | [ 2 ]         |
| 1916   | en:Als ich tot war                                       | エルンスト・ルビッチ                                            |                                                                                                 | 1994年、Ljubljana Film Museumがスロベニア国内のフィルム保管庫で発見し、95年にPordenone Festival of Silent Cinemaで上映された。 |               |
| 1916   | East Lynne                                               | バートラム・ブラッケン                                          | セダ・バラ                                                                                      | バラの出演作のうち、現存している6本の一つである | [ 2 ]         |
| 1916   | en:The Moment Before                                     | ロバート・G・ヴィニョーラ                                       | ポーリン・フレデリック                                                                          | ローマにあるフィルム保管庫にて、オープニング映像を欠きつつもほぼ完全な状態のプリントが発見された | [ 35 ] [ 36 ] |
| 1916   | Mysteriet natten till den 25:e                           | ゲオルク・アフ・クラーカー                                      |                                                                                                 | |               |
| 1916   | Purity                                                   | レイ・バージャー                                                | オードリー・マンソン                                                                            | Centre Nation de la Cinematographieにプリントがある | [ 2 ]         |
| 1916   | Snow White                                               | J・サール・ドーリー                                             | マーゲリット・クラーク クレイトン・ヘイル                                                       | フィルム保管庫の火災により焼失したものだと考えられてきたが、1992年、アムステルダムにて一部シーンを欠きつつもほぼ完全なオランダ語のインタータイトルが入ったフィルムが発見され、現在ジョージ・イーストマン・ハウスにて保管されている 本作はウォルト・ディズニーが自身初の長編アニメ映画を製作するきっかけになった作品とされている。 |               |
| 1916   | シャーロック・ホームズ Sherlock Holmes                   | アーサー・バーセレット                                          | ウィリアム・ジレット マージョリー・ケイ (Marjorie Kay)                                          | 2014年、シネマテーク・フランセーズのアーカイブにてフィルムが発見された。主演のジレットはこの映画の製作にも参加しており、一般に知られているシャーロック・ホームズ像を確立した人物として知られている。 | [ 38 ]        |
| 1916   | en:Zepped                                                |                                                                 | チャールズ・チャップリン                                                                        | 短編プロパガンダ映画。2009年と2011年にフィルムが発見された。 | [ 39 ] [ 40 ] |
| 1917   | en:Beatrice Fairfax                                      | オリーブ・トーマス                                              |                                                                                                 | アメリカ議会図書館に最初の15話分以外のすべてが保管されている。 | [ 2 ]         |
| 1917   | en:Bucking Broadway                                      | ジョン・フォード                                                |                                                                                                 | 2002年、フランスのアーカイブにて見つかった。 | [ 2 ]         |
| 1917   | 塙凹内名刀之巻                                           | 幸内純一                                                        |                                                                                                 | アニメ映画。 フィルムコレクターが所蔵していた35mmフィルムが1971年に焼失して以来、現存しないと考えられていた。 2007年に後半の2分を記録したフィルムが発見されたのち、2014年には別の寄贈分から本作の前半に相当するフィルムが見つかり、2008年に見つかったバージョンと相互に補完させる形で、「デジタル復元・最長版」（4分）として復元された。 その後、2017年に見つかったフィルムと再編し、2018年に「デジタル復元・最長版」として、東京国立近代美術館フィルムセンター（現・国立映画アーカイブ）の「発掘された映画たち2018」にて公開された。 |               |
| 1917   | en:His Wedding Night                                     | ロスコー・アーバックル                                          | ロスコー・アーバックル, バスター・キートン                                                      | | [ 2 ]         |
| 1917   | en:The Image Maker                                       | ユージン・ムーア                                                |                                                                                                 | ある個人のコレクションの中から発見された。 | [ 2 ]         |
| 1917   | デブ君化けの皮 en:A Reckless Romeo                       | ロスコー・アーバックル                                          | ロスコー・アーバックル アル・セント・ジョン                                                     | 1998年、Norwegian Film Instituteにて、The Cook とともに無記名の缶の中から発見された。 | [ 48 ]        |
| 1917   | en:The Rough House                                       | ロスコー・アーバックル                                          | ロスコー・アーバックル バスター・キートン                                                       | | [ 2 ]         |
| 1918   | en:The Cook                                              | ロスコー・アーバックル                                          | ロスコー・アーバックル バスター・キートン                                                       | 1998年、Norwegian Film Instituteにあった無記名の缶から『デブ君化けの皮』とともに発見された。2002年には、最初に発見されたフィルムよりも多くの場面が残されたフッテージが発見され、これを基にリマスター版が作られたが、一部のシーンの所在は不明である。 | [ 48 ]        |
| 1918   | en:The Floor Below                                       | クラレンス・G・バッジャー                                       | メイベル・ノーマンド トム・ムーア ヘレン・ダール (Helen Dahl)                                   | オランダ映画博物館 (Nederlands Filmmuseum) が、オランダ人映画コレクターの敷地内で発見した。 | [ 49 ] [ 50 ] |
| 1918   | en:Hell Bent                                             | ジョン・フォード                                                |                                                                                                 | Czechoslovak Film Archiveにてフィルムが発見された | [ 2 ]         |
| 1919   | Back Stage                                               | ロスコー・アーバックル                                          | ロスコー・アーバックル バスター・キートン                                                       | | [ 2 ]         |
| 1919   | ふるさと Back to God's Country                           | デヴィッド・ハートフォード                                      | ネル・シップマン                                                                                | 1990年代、ヨーロッパにて再発見・修復された。脚本はシップマンと作家のジェームズ・オリヴァー・カーウッドが手掛けた。 | [ 51 ]        |
| 1919   | Camping Out                                              | ロスコー・アーバックル                                          | ロスコー・アーバックル アル・セント・ジョン                                                     | オランダ映画博物館とローマにあるチネテカ・ナチオナーレにてそれぞれフィルムが発見され、これらを基にリマスター版が作られた。 |               |
| 1919   | en:Different from the Others                             | リヒャルト・オスワルド                                          | コンラート・ファイト                                                                            | 初期の映画史における、同性愛に共感した内容の映画。1933年、ナチ党によってドイツ語版のフィルムが破棄されたため、これまで失われたと考えられてきた。1970年代後半、ウクライナにてコピーが見つかり、Stadtmuseum Münchenが修復を行った。 | [ 52 ]        |
| 1919   | en:The Grim Game                                         | アーヴィン・ウィラット                                          | ハリー・フーディーニ                                                                            | これまで一部しか残っていないとされてきたが、2014年にある映画コレクターが購入した。2015年3月にはTCM Classic Film Festivalにて上映された。 | [ 53 ] [ 54 ] |
| 1919   | 幸福の谷 A Romance of Happy Valley                       | D・W・グリフィス                                                | リリアン・ギッシュ                                                                              | ソビエト連邦のState Film Archives にて発見され、ニューヨーク近代美術館へ寄付された。 | [ 55 ]        |
| 1919   | 悪魔絶滅の日 Scarlet Days                                | D・W・グリフィス                                                | リチャード・バーセルメス ユージニー・ベッセラー                                                 | ソビエト連邦の State Film Archives にて発見され、ニューヨーク近代美術館へ寄付された。 | [ 55 ]        |
| 1919   | 巨人の谷 The Valley of the Giants                        | ジェームズ・クルーズ                                            | ウォーレス・リード                                                                              | モスクワのGosfilmofondにあるフィルム保管施設にて発見され、2010年、デジタル複製がアメリカ議会図書館に寄贈された。 | [ 56 ]        |
| 1919   | en:The Wicked Darling                                    | トッド・ブラウニング                                            | ロン・チェイニー                                                                                | 1990年代にコピーがヨーロッパで見つかり、現在オランダ映画博物館に保管されている | [ 57 ]        |
| 1919   | 強者の暴力 The Witness for the Defense                   | ジョージ・フィッツモーリス                                      | エルシー・ファーガスン                                                                          | Gosfilmofondにてプリントが発見され、ノースダコタ州にある大学で上映された。2014年の時点で唯一現存する、ファーガスンが出演したサイレント映画である。 | [ 58 ] [ 59 ] |
| 1919   | You're Fired                                             | ジェームズ・クルーズ                                            | ウォーレス・リード                                                                              | モスクワのGosfilmofondにあるフィルム保管施設にて発見され、2010年、デジタル複製がアメリカ議会図書館に寄贈された。 | [ 56 ]        |

### 1920年代
| 製作年 | 邦題 原題                                          | 監督                                          | キャスト | 備考 | 注                          |
| ------ | -------------------------------------------------- | --------------------------------------------- | --- | --- | --------------------------- |
| 1920   | アルゴール Algol                                   | ハンス・ヴェルクマイスター                    | エミール・ヤニングス ヨーン・ゴットウト ケーテ・ハーク ハンナ・ラルフ                                            | ニューヨーク近代美術館で修復され、 2010年11月29日にワイマール時代の映画を特集したイベント"1919–1933: Daydreams and Nightmares"にて上映が行われた。 | [ 60 ] [ 61 ]               |
| 1920   | Aimsir Padraig 別題： "In the Days of St. Patrick" | ノーマン・ウィッテン                          | バーノン・ウィッテン ギルバート・グリーン アイラ・アレン                                                         | 英国映画協会が保管している | [ 62 ]                      |
| 1920   | The Daughter of Dawn                               | ノーバート・A・マイルズ (Norbert A. Myles)    | ホワイト・パーカー ワナダ・パーカー エスター・レバリー（Esther LeBarre） Jack Sankadoty                          | ネイティブアメリカンを題材とした映画で、クアナ・パーカーの子であるホワイト・パーカーとワナダ・パーカーが出演している。2007年、オクラホマ歴史協会（Oklahoma Historical Society）によって購入・修復された。 | [ 63 ] [ 64 ]               |
| 1920   | ゲニーネ Genuine                                   | ロベルト・ヴィーネ                            | フェルン・アンドラ ハンス・ハインリッヒ・フォン・トワルドフスキー                                                | ベルリン・フィルム・アーカイブにて完全なコピーが発見された。 | [ 65 ]                      |
| 1920   | en:Helen of Four Gates                             | セシル・ヘップワース                          | アルマ・テイラー ジェームズ・カルー                                                                              | 2008年、カナダのケベック州にあるフィルム保管庫から発見された。（それ以前の1995年のドキュメンタリ映画『シネマヨーロッパ 欧州映画史』にてフッテージが引用されていた） | [ 66 ]                      |
| 1920   | If I Were King                                     | J・ゴードン・エドワーズ                       | ウィリアム・ファーナム ベティー・ロス・クラーク, フリッツ・ライバー・シニア                                      | プリントは現在アメリカ議会図書館に保管されている | [ 67 ]                      |
| 1920   | The Spiders (2nd of 2)                             | フリッツ・ラング                              | カール・デ・フォグト レッセル・オルラ ゲオルク・ヨーン                                                           | 全2部のうち第2部のフィルムが発見され、1978年に修復が行われた。 | [ 68 ]                      |
| 1920   | Der Wildtöter und Chingachgook                     | アルトゥール・ヴェリン                        | ベラ・ルゴシ | 1990年代、ある個人のコレクションから見つかり、修復された。 | [ 69 ]                      |
| 1920   | Unseen Forces                                      | シドニー・フランクリン                        | シルヴィア・ブリーマー コンラッド・ネイジェル サム・デ・グラース                                                 | 2010年にニュージランド・フィルムアーカイブにて発見された。 映像はNational Film Preservation Foundation のウェブサイトで視聴可能。 | [ 70 ]                      |
| 1920   | Within Our Gates                                   | オスカー・ミショー                            | イヴリン・プリーア フロ・クレメンツ ジェームス・D・ラフィン                                                      | 長年失われたと考えられてきたが、1970年代にスペインでLa Negra (The Black Woman)というタイトルのフィルムが発見された。1993年、アメリカ議会図書館の Motion Picture Conservation Centerによってオリジナルに近い状態まで修復された。 | [ 71 ] [ 72 ]               |
| 1921   | en:The Blue Fox                                    | デューク・ウォーン                            | アン・リトル J・モリス・フォスター                                                                               | 12巻までは UCLA Film and Television Archiveに発見されたが、終盤の第13巻から15巻が失われたままになっている。 | [ 73 ]                      |
| 1921   | Brownie's Little Venus                             | フレッド・ヒバード                            | ベイビー・ペギー                                                                                                 | 2010年、スイスにてフィルムが発見された。 | [ 74 ]                      |
| 1921   | The Conquest of Canaan                             | ロイ・ウィリアム・ニール                      | トーマス・ミーアン ドリス・ケニヨン                                                                              | Gosfilmofond Moscowにある保管庫にて発見され、2010年にはアメリカ議会図書館へデジタルコピー版が寄贈された。 | [ 56 ]                      |
| 1921   | 悪魔 The Devil                                     | フェレンク・モルナール                        | ジョージ・アーリス                                                                                               | アメリカ議会図書館のアーカイブにて保管されている。 | [ 75 ]                      |
| 1921   | キートンのハード・ラック Hard Luck                 | エドワード・F・クライン バスター・キートン    | バスター・キートン                                                                                               | キートンの代表作の一つで、長年失われたと考えられてきたが、1987年にフィルムの一部が発見された。その後、終盤の展開を記録したフィルムがロシアの保管庫から見つかった。 | [ 76 ]                      |
| 1921   | Ludzie bez jutra 英題：People with no Tomorrow     | アレクサンダー・ヘルツ                        | | ポーランドの映画。2015年にドイツで見つかった。 | [ 77 ]                      |
| 1921   | モリー・オー Molly O'                              | F・リチャード・ジョーンズ                     | メイベル・ノーマンド                                                                                             | アメリカ議会図書館のフィルム保管庫、 UCLA Film and Television Archive、Gosfilmofond Russian Film Archiveにてプリントが保管されている。 | [ 78 ] [ 79 ]               |
| 1921   | Der Tanz auf dem Vulkan                            | リヒャルト・アイヒベルク                      | ベラ・ルゴシ | ドイツの映画作品。1990年、保管庫にてアメリカ上映版が発見された。 | [ 80 ]                      |
| 1922   | 恐怖の家 For the Defense                           | ポール・パウエル                              | エセル・クレイトン ザス・ピッツ                                                                                  | 2014年、アムステルダムにあるEYE Filmmuseumのアーカイブにて発見された。 | [ 81 ]                      |
| 1922   | 巨巌の彼方 Beyond the Rocks                        | サム・ウッド                                  | グロリア・スワンソン ルドルフ・ヴァレンティノ                                                                    | 映画コレクターJoop Van Liempd (1913–2002)によってオランダのFilmmuseumへ寄贈され、2005年に修復された。 | [ 82 ]                      |
| 1922   | キック・イン Kick In                               | ジョージ・フィッツモーリス                    | ベティ・カンプソン バート・ライテル                                                                              | モスクワのGosfilmofondのフィルムアーカイブにて発見され、2010年にアメリカ議会図書館へデジタルコピーが寄贈された。 | [ 56 ]                      |
| 1922   | Little Red Riding Hood                             | ウォルト・ディズニー                          | - | ウォルト・ディズニーが初めて製作したアニメーション群の一つ。1998年ロンドンのフィルムライブラリにて発見・修復された。 | [ 83 ] [ 84 ]               |
| 1922   | ファラオの恋 en:The Loves of Pharaoh               | エルンスト・ルビッチ                          | エミール・ヤニングス                                                                                             | 長年失われたと考えられてきたものの、様々なところからフィルムが見つかり映像がつなぎ合わされる形で復元された。元の上映時間は約150分たが、現在も10分ほど失われたままになっている。 | [ 85 ]                      |
| 1922   | Oliver Twist                                       | フランク・ロイド                              | ジャッキー・クーガン ロン・チェイニー                                                                            | 半世紀にわたって現存しないとされてきたが、1970年代ユーゴスラビア連邦にて発見された。現在フィルムはチネテカ・デル・フリウリ （イタリア）、Gosfilmofond of Russia （ロシア）、アメリカ議会図書館（ワシントンDC）、UCLA Film and Television Archive（ロサンゼルス）、スティーブン・スピルバーグ・ユダヤ映画アーカイブ（イスラエル）、BFI/National Film and Television Archive （イギリス）にて保管されている。                                                        | [ 86 ] [ 87 ] [ 88 ] [ 89 ] |
| 1922   | ファントム Phantom                                 | F・W・ムルナウ                                | アルフレート・アーベル グレエテ・ベルゲル, リル・ダゴファー                                                      | プリントは現在Bundesarchiv-Filmarchivに保管されている。 | [ 90 ]                      |
| 1922   | シャアロック・ホルムズ Sherlock Holmes             | アルバート・パーカー                          | ジョン・バリモア ローランド・ヤング, ウィリアム・パウエル                                                        | 発見から30年間、ジョージ・イーストマン・ハウスにてオリジナル版のネガが修復された | [ 91 ]                      |
| 1922   | 恋の睡蓮 en:The Toll of the Sea                    | チェスター・M・フランクリン                   | アンナ・メイ・ウォン ケネス・ハーラン                                                                            | | [ 92 ]                      |
| 1922   | ヤング・ラジャー The Young Rajah                   | フィリップ・E・ローゼン                       | ルドルフ・ヴァレンティノ                                                                                         | これまで発見されたフィルム・フッテージ・スチル写真を用いて映画の復元が行われた | [ 93 ]                      |
| 1923   | 懐しの谿 The Call of the Canyon                    | ヴィクター・フレミング                        | リチャード・ディックス                                                                                           | モスクワのGosfilmofondのフィルムアーカイブにて発見され、2010年にアメリカ議会図書館へデジタルコピーが寄贈された。 | [ 56 ]                      |
| 1923   | 吾勝てり Canyon of the Fools                       | ヴァル・ポール                                | ハリー・ケイリー マルグリット・クレイトン ジャック・カーティス                                                   | モスクワのGosfilmofondのフィルムアーカイブにて発見され、2010年にアメリカ議会図書館へデジタルコピーが寄贈された。 | [ 56 ]                      |
| 1923   | サーカス・デイズ Circus Days                       | エドワード・クライン                          | ジャッキー・クーガン                                                                                             | モスクワの Gosfilmofond にあるアーカイブにて発見。2010年、アメリカ議会図書館へデジタルコピーが寄贈された。 | [ 56 ]                      |
| 1923   | The Eternal Struggle                               | レジナルド・バーカー                          | ルネ・アドレー                                                                                                   | モスクワの Gosfilmofond にあるアーカイブにて発見。2010年、アメリカ議会図書館へデジタルコピーが寄贈された。 | [ 56 ]                      |
| 1923   | Love, Life and Laughter                            | ジョージ・ピアーソン                          | ベティ・バルフォア                                                                                               | 2014年、オランダの小さな映画館でフィルムが見つかった | [ 94 ]                      |
| 1923   | 春来りなば Maytime                                 | ルイ・ガスニエ                                | クララ・ボウ エセル・シャノン ハリソン・フォード                                                                 | 2009年にNew Zealand Film Archive にて発見され、現在修復中である | [ 27 ]                      |
| 1923   | 売られ行く魂 Souls for Sale                        | ルパート・ヒューズ                            | エリナー・ボードマン                                                                                             | 発見されたのち、2006年に ターナー・クラシック・ムービーズとWarner Archive Collectionによって修復された。 | [ 95 ]                      |
| 1923   | ホワイト・シャドウ The White Shadow                | グラハム・カッツ                              | ベティ・カンプソン クライヴ・ブルック ヘンリー・ビクター A・B・アイムソン                                        | アルフレッド・ヒッチコックが脚本などを手掛けた 2011年8月、New Zealand Film Archive が全6本中、前半の展開が記録されたフィルム3本を発見した | [ 96 ] [ 97 ]               |
| 1923   | 日本アルプス雪中行                                 | 伊藤孝一                                      | | 日本初の雪山を撮影したドキュメンタリー映画。1990年代に再発見され、2000年までに「立山、針ノ木峠越え」、「薬師、槍越え」として復元された。 | [ 98 ]                      |
| 1923   | 正チャンの冒険                                     |                                               | | 同名漫画のアニメ映画化。 2023年に奈良市（旧田原村）にある自治会の集会所から35ミリフィルムが見つかった。 | [ 99 ]                      |
| 1923   | 口腔衛生                                           |                                               | | ライオンが虫歯防止の啓発として制作した教育用のアニメ映画であり、全8巻中7巻目がNPOへの寄贈品から見つかった | [ 100 ]                     |
| 1924   | 富貴を茶にして $20 A Week                          | F・ハーモン・ウェイト                         | ジョージ・アーリス テイラー・ホームズ イーディス・ロバーツ                                                       | 現在、アメリカ議会図書館フィルムアーカイブとNew Zealand Film Archiveがフィルムを保管している | [ 101 ] [ 102 ]             |
| 1924   | アラブ The Arab                                    | レックス・イングラム                          | ラモン・ノヴァロ アリス・テリー                                                                                  | モスクワの Gosfilmofond にあるアーカイブにて発見。2010年、アメリカ議会図書館へデジタルコピーが寄贈された。 | [ 56 ]                      |
| 1924   | The Breaking Point                                 | ハーバート・ブレノン                          | ニタ・ナルディ パッシー・ルース・ミラー ジョージ・フォーセット                                                   | アメリカ議会図書館フィルムアーカイブにて保管されている | [ 103 ]                     |
| 1924   | Empty Hearts                                       | アルフレッド・サンテル                        | ジョン・ボワーズ クララ・ボウ                                                                                    | UCLA Film and Television Archiveにて保管されている。 | [ 104 ]                     |
| 1924   | Peg o' the Mounted                                 | アルフレッド・J・ゴールディング               | ベイビー・ペギー                                                                                                 | プリントがオランダ映画博物館で見つかった。 | [ 105 ]                     |
| 1924   | 笛吹きマローン Pied Piper Malone                   | アルフレッド・E・グリーン                     | トーマス・ミーアン ロイス・ウィルソン エマ・ダン                                                                 | Mark TiedjeとJohn Colesがロシアのフィルム保管庫にてフィルムを見つけ、2007年にサウスカロライナ州ジョージタウンにて上映された。現在はNational Film Foundation of Russian Federation Archiveにて保管されている。 | [ 106 ] [ 107 ] [ 108 ]     |
| 1924   | 海底のヴィーナス Venus of the South Seas           | ジェームズ・サリヴァン                        | アネット・ケラーマン ローランド・パデュー ノーマン・フレンチ                                                     | 2004年、アメリカ議会図書館が保管。このほかにもNew Zealand Film ArchiveとBFIでも保管されている。 全4巻のうち最終巻には着色技術プリズマが使われている。 | [ 109 ] [ 110 ]             |
| 1924   | ペギイのお手柄 Our Pet                             | ハーマン・C・レイメーカー                     | ベイビー・ペギー                                                                                                 | 2016年、片岡一郎がオークションで落札したフィルムがこの作品のものと判明した。 | [ 111 ]                     |
| 1924   | キゲキ・キャメラマン en:Why Men Work               | レオ・マッケリー                              | チャーリー・チェイス                                                                                             | 京都国際映画祭2017の「活弁グランプリ」の課題作として使用されたフィルムが本作の一部であることが判明した。その後、この終盤の展開を記録した53秒のフッテージ（35ミリフィルム）が京都市のおもちゃ映画ミュージアムに所蔵された。 | [ 112 ]                     |
| 1925   | 仇敵めがけて The Clash of the Wolves               | ノエル・スミス                                | リンチンチン チャールズ・ファーレル ジューン・マーロウ チャールズ・ヘーイニー・コンクリン                        | 35ミリ上映用プリントが南アフリカで見つかり、アメリカ合衆国へ移送され、2003年に復元・保管された。現在はジョージ・イーストマン・ハウス (ニューヨーク州ロチェスター)、アメリカ議会図書館 (ワシントンDC)、National Archives of Canada (オタワ)、Filmmuseum (アムステルダム)、 (カリフォルニア州ロサンゼルス)にて保管されている。 | [ 113 ] [ 114 ]             |
| 1925   | Keep Smiling                                       | アルバート・オースティン ギルバート・プラット | モンティ・バンクス                                                                                               | ロシアの保管庫にて発見され、2010年にはアメリカ議会図書館へデジタルコピー版が寄贈された。 | [ 56 ]                      |
| 1925   | en:The Last Edition                                | エモリー・ジョンソン                          | ラルフ・ルイス                                                                                                   | オランダのEYE Film Instituteにてフィルムが発見された | [ 115 ]                     |
| 1925   | 裏表七人組 Seven Sinners                           | ルイス・マイルストン                          | クライヴ・ブルック マリー・プレヴォー                                                                            | ルイス・マイルストンの長編デビュー作。あるコレクターがメルボルンの閉鎖直前の映画館からフィルムを入手したことにより所在が判明した。 | [ 116 ]                     |
| 1925   | 落花の舞                                           | 池田富保                                      | 尾上松之助 片岡松燕 沢村春子                                                                                     | 映画コレクターだった旧内務省職員（故人）から1988年に寄贈されたフィルムの中に、検閲でカットされた部分（約4分30秒）が含まれていたことを、2022年11月に国立映画アーカイブが公表した。 | [ 117 ] [ 118 ]             |
| 1925   | 荒木又右衛門                                       | 池田富保                                      | 尾上松之助 | 尾上松之助主演千本記念映画。上映後にフィルムの所在が不明となっていたが、2008年に家庭用映写機向けの短縮版が見つかった。 | [ 119 ]                     |
| 1926   | 剣侠時代 en:Bardelys the Magnificent               | キング・ヴィダー                              | ジョン・ギルバート                                                                                               | 1998年にほぼ完全なプリントがフランスで見つかり、2008年に修復が行われた。 | [ 120 ]                     |
| 1926   | The Bat                                            | ローランド・ウェスト                          | チュリオ・カルミナチ                                                                                             | UCLA Film And Television Archiveにてプリントが保管されている。 | [ 121 ]                     |
| 1926   | 悪魔の曲馬団 The Devil's Circus                    | ベンジャミン・クリステンセン                  | ノーマ・シアラー チャールズ・エメット・マック                                                                    | 長年失われたと考えられてきたが、ジョージ・イーストマン・ハウスにてプリントが発見された | -                           |
| 1926   | His Busy Hour                                      | J・P・マッゴワン                              | ジェームズ・ピアース                                                                                             | 長年失われたものと考えられてきたが、1990年代にフランスの精神病院の物置から見つかった | [ 124 ]                     |
| 1926   | Ko-Ko's Queen                                      | デイヴ・フィッシャー                          | 道化師ココ（アニメーション）                                                                                     | Out of the Inkwell と呼ばれるアニメーション作品で、道化師ココが理想の女性を描き出そうとする様子を描いた内容である。2014年にアムステルダムの EYE Filmmuseum のフィルムアーカイブにて発見された。 | [ 81 ]                      |
| 1926   | 我等の海 Mare Nostrum                              | レックス・イングラム                          | アントニオ・モレノ アリス・テリー                                                                                | | [ 125 ]                     |
| 1926   | 狂つた一頁                                         | 衣笠貞之助                                    | 井上正夫 中川芳江                                                                                                | 1950年の火災によりプリントとネガフィルムが焼失したとされてきたが、実際は第2次世界大戦中に衣笠がフィルムを自宅の蔵の米びつの中に埋めており、1970年に発見された。オリジナルのフッテージのうちの3分の1はいまだ発見されていない。 | [ 127 ] [ 128 ]             |
| 1926   | 弗箱シーモン Stop, Look and Listen                 | ラリー・シモン                                | ラリー・シモン オリヴァー・ハーディ                                                                              | シモンとハーディが共演した最後の作品。全60分のうち、最終の10分余りを収録した16mmフィルムが2020年2月に日本で発見された。 | -                           |
| 1927   | 盤絲洞 英題:The Cave of the Silken Web             | 但杜宇                                        | 殷明珠 | 長らく失われたとされてきたが、2013年にノルウェーのモー・イ・ラーナにあるノルウェー国立博物館にて発見された。 | [ 131 ] [ 132 ]             |
| 1927   | 忠次旅日記                                         | 伊藤大輔                                      | 大河内傳次郎 | 劇場公開時は3部作として上映されたが、 監督自身が第1部を廃棄したうえ、第2部全体と第3部の大半も散逸した。その後1991年に広島県の民家の蔵で可燃性プリントが再発見され、東京国立近代美術館フィルムセンターで復元された。 | [ 133 ]                     |
| 1927   | Duck Soup                                          | フレッド・ガイオル                            | ローレル&ハーディ                                                                                                | 1974年、コピーが発見された |                             |
| 1927   | Empty Socks                                        | ウォルト・ディズニー                          | オズワルド・ザ・ラッキー・ラビット                                                                               | 2014年、フィルムがノルウェーで発見された | [ 134 ]                     |
| 1927   | Eyes of the Totem                                  | W・S・ヴァン・ダイク                          | トム・サンチ ワンダ・ホウリー                                                                                    | ワシントン州タコマに拠点を置くH.C. Weaver Productionsが制作した3本のサイレント映画のうちの一つ。長年所在不明だったが、2014年にニューヨーク近代美術館がW・S・ヴァン・ダイクのアーカイブにて発見し、2015年9月18日にタコマにて上映された。 | [ 135 ]                     |
| 1927   | Garras de oro                                      | P. P. Jambrina                                | | 世界初の反帝国主義映画として知られる作品で、P. P. Jambrinaは変名である。現存するフッテージを基にフィルムの修復が行われ、2008年に上映された。 | [ 136 ]                     |
| 1927   | 恋せよ乙女 Her Wild Oat                            | マーシャル・ニーラン                          | コリーン・ムーア ラリー・ケント ハラム・クーリー                                                                 | 2001年、ヒュー・ニーリによってプラハにある Czech National Film Archive にて発見され、Academy Film Archiveが修復を手掛けた | [ 137 ] [ 138 ]             |
| 1927   | あれ It                                            | クラレンス・G・バッジャー                     | クララ・ボウ | 長年失われたと考えられてきたが、1960年プラハにて発見された |                             |
| 1927   | メトロポリス Metropolis                            | フリッツ・ラング                              | グスタフ・フレーリッヒ ブリギッテ・ヘルム                                                                        | 2009年、ブエノスアイレスのMuseo del Cine とニュージーランドのNational Film Archiveにて、それぞれ異なるバージョンのフィルムが発見された。これら2つのバージョンを編集してひとまとめにし、オリジナルに近づけたバージョンが新たに作られた。 | [ 139 ] [ 140 ]             |
| 1927   | Mickey's Circus                                    | アルバート・ハーマン                          | ミッキー・ルーニー                                                                                               | ミッキー・ルーニー初主演作。2014年、 アムステルダムの EYE Filmmuseum にて発見された。 | [ 81 ]                      |
| 1927   | Mockery                                            | ベンジャミン・クリステンセン                  | ロン・チェイニー、バーバラ・ベッドフォード リカルド・コルテス                                                    | 長年失われたと考えられてきたが、1970年代にフィルムが発見され、現在はジョージ・イーストマン・ハウスで見ることができるほかワーナー・ブラザースからDVDも発売されている。 |                             |
| 1927   | ソレルと其の子 Sorrell and Son                     | ハーバート・ブレノン                          | H・B・ワーナー アンナ・Q・ニルソン カーメル・マイヤーズ ニルス・アスター ルイス・ウォルハイム メアリー・ノーラン | |                             |
| 1927   | 獅子王ターザン Tarzan and the Golden Lion          | J・P・マッゴワン                              | ジェームズ・ピアース                                                                                             | 長年失われたものと考えられてきたが、1990年代にフランスの精神病院の物置から見つかった |                             |
| 1927   | Upstream                                           | ジョン・フォード                              | ナンシー・ナッシュ (Nancy Nash) アール・フォックス グラント・ウィザース                                          | 2010年、ニュージーランドにて、失われたと考えられてきた75本の映画のフィルム群の中から発見された | [ 141 ]                     |
| 1927   | Why Girls Love Sailors                             | フレッド・ジュイオル                          | ローレル&ハーディ                                                                                                | 長年失われたと考えられてきたが、1985年に発見された。 | [ 142 ]                     |
| 1927   | つばさ Wings                                       | ウィリアム・A・ウェルマン                     | クララ・ボウ, チャールズ・“バディ”・ロジャース リチャード・アーレン ゲイリー・クーパー                           | 第1回アカデミー作品賞受賞作品。シネマテーク・フランセーズのフィルム保管庫にて発見された。 | [ 143 ]                     |
| 1928   | キートンのカメラマン The Cameraman                 | エドワード・セジウィック、バスター・キートン  | バスター・キートン マーセリン・デイ ハロルド・グッドウィン                                                       | 1968年、完全な状態のフィルムがパリで発見された。また、1991年には不完全ながらも状態の良いフィルムが別の場所から発見された。 | [ 144 ]                     |
| 1928   | The Cardboard Lover                                | ロバート・Z・レナード                         | マリオン・デイヴィス ジェッタ・グーダル ニルス・アスター                                                         | 2015年、イギリスでフィルムコレクターがリサイクルショップで購入した。 | [ 17 ]                      |
| 1928   | 永遠の処女 The Constant Nymph                      | エイドリアン・ブルネル                        | アイヴァー・ノヴェロ ベニータ・ヒューム                                                                          | | [ 145 ]                     |
| 1928   | 愛欲争闘街 The Crimson City                        | アーチー・メイヨ                              | マーナ・ロイ コンラッド・ネイジェル, アンナ・メイ・ウォン                                                        | 2008年完全な状態のフィルムがアルゼンチンで発見された | [ 146 ]                     |
| 1928   | Forbidden Hours                                    | ハリー・ボーモン                              | ラモン・ノヴァロ ルネ・アドレー                                                                                  | 完全な状態のプリントが発見されたほか、予告編が記録された16ミリフィルムのポジ（縮小版）も発見されている。 | [ 147 ]                     |
| 1928   | Hungry Hoboes                                      | ウォルト・ディズニー                          | オズワルド・ザ・ラッキー・ラビット ペグレグ・ピート                                                              | ディズニーによるアニメ作品。2011年、Huntley Film Archivesにて発見された | [ 148 ]                     |
| 1928   | 友の呼び声 The Mating Call                         | ジェームズ・クルーズ                          | トーマス・ミーアン イヴリン・ブレント ルネ・アドレー                                                             | ハワード・ヒューズのプロデュース作品。長年失われたと考えられてきたが、ヒューズの没後に彼の倉庫から見つかった。 | [ 149 ]                     |
| 1928   | Neck'n' Neck                                       | ウォルト・ディズニー                          | オズワルド・ザ・ラッキー・ラビット                                                                               | ディズニーによるアニメ作品。長年所在不明となっていたが、日本のアニメ史研究家・渡辺泰が家庭用映写機向けの短縮版の16ミリフィルムを所有していたことが2018年に判明した。また、渡辺が高校生の時に大阪市の玩具問屋街でこのフィルムを購入した際、「ミッキー漫画 スピーデー」という題名がつけられていた。 | -                           |
| 1928   | 裁かるるジャンヌ The Passion of Joan of Arc        | カール・テオドア・ドライヤー                  | マリア・ファルコネッティ                                                                                         | 不完全なフィルムが現存分かと思われていたが、1981年、ノルウェーの精神療養所のクローゼットから完全なフィルムが見つかった。 | [ 152 ]                     |
| 1928   | 暴力団 The Racket                                  | ルイス・マイルストーン                        | トーマス・ミーアン マリー・プレヴォー ルイス・ウォルハイム                                                       | ハワード・ヒューズのプロデュース作品で、長年失われたと考えられてきたが、ヒューズの没後、本人の個人的なコレクションから発見された。 |                             |
| 1928   | ラモナ Ramona                                      | エドウィン・カリュー                          | ドロレス・デル・リオ                                                                                             | プラハで修復が行われ、2014年にロサンゼルスで上映された。 | [ 153 ]                     |
| 1928   | Sleigh Bells                                       | ウォルト・ディズニー, アブ・アイワークス      | オズワルド・ザ・ラッキー・ラビット                                                                               | ディズニーによるアニメ作品。長年失われたと考えられてきたが、2015年にフィルムが発見された | [ 154 ]                     |
| 1928   | The Spanking Age                                   | ロバート・マッゴーワン                        | メアリー・アン・ジャクソン ボビー・ハチンソン, ジーン・ダーリング                                                | ちびっこギャングシリーズの一作。長年失われたと考えられてきたが、1990年にフィルムが発見された。 | [ 155 ]                     |
| 1928   | 高速度娘 Show Girl                                 | アルフレッド・サンテル                        | アリス・ホワイト ドナルド・リード                                                                                | 2015年、イタリアの保管庫からプリントが発見された。 | [ 156 ]                     |
| 1928   | 美人国二人行脚 Two Arabian Knights                 | ルイス・マイルストン                          | ウィリアム・ボイド メアリー・アスター ルイス・ウォルハイム                                                       | ハワード・ヒューズのプロデュース作品で、長年失われたと考えられてきたが、ヒューズの没後、彼の倉庫から見つかった。 |                             |
| 1929   | 愛の曳綱 Drag                                      | フランク・ロイド                              | リチャード・バーセルメス ルシアン・リトルフィールド, キャスリーン・ウォード                                      | |                             |
| 1929   | 気まぐれ女優 Synthetic Sin                         | ウィリアム・A・サイター                       | コリーン・ムーア アントニオ・モレノ                                                                              | 1990年代後半、35mmフィルム版がイタリアの保管庫で見つかった。 |                             |
| 1929   | 突貫小僧                                           | 小津安二郎                                    | 青木富夫 斎藤達雄 坂本武                                                                                         | オリジナルは38分。長らく失われたと考えられてきたが、1988年に家庭用9.5mmフィルム版の不完全なプリントが発見され、これを基にDVD版が作られた。また2015年に京都市のおもちゃ映画ミュージアムに寄贈されたフィルムの中からも本作のプリントが発見され、前述の家庭用9.5mmフィルム版で欠落していたタイトルシーンや字幕等も含まれていた。 さらに、インターネットオークションで家庭向け短縮版（16ミリフィルム）が見つかり、国立映画アーカイブなどの鑑定により、本物と判明した。 |                             |
| 1929   | 躍る青春 Why Be Good?                              | ウィリアム・サイター                          | コリーン・ムーア ニール・ハミルトン ボディル・ロージング                                                         | 1990年代後半、35mmフィルム版がイタリアの保管庫で見つかった。 |                             |
| 1929   | 不死鳥 Wonder of Women                             | クラレンス・ブラウン                          | ルイス・ストーン リーラ・ハイアムス ペギー・ウッド                                                               | |                             |

### 1930年代
| 製作年 | 邦題 原題                               | 監督                             | キャスト                                                                      | 備考 | 注              |
| ------ | --------------------------------------- | -------------------------------- | ----------------------------------------------------------------------------- | --- | --------------- |
| 1930   | 何が彼女をさうさせたか                  | 鈴木重吉                         | 高津慶子 藤間林太郎 小島洋々                                                  | ロシアのゴスフィルモフォンドに不完全なフィルムがあり、それを日本の一個人が購入したことで所在が判明した。 |                 |
| 1930   | 日本南極探検                            | 田泉保直他（撮影）               | 白瀬矗                                                                        | 1910 - 12年の白瀬矗による南極探検の際に撮影されたフイルムを、1930年に再編集・公開したもの。2007年、南極探検後援会専任幹事であった村上俊蔵の遺族宅で再発見された。これにより、従来『日本南極探検』として知られていた映画は、1950年に制作されたダイジェスト版であったことが判明した。 | [ 163 ]         |
| 1930   | Wara Wara                               | ホセ・マリア・ベラスコ・メイダナ | Juanita Taillansier, Martha de Velasco, Arturo Borda                          | サイレント映画時代における唯一現存するボリビア映画。1989年にラパスの地下室で見つかったときは損傷がひどく、修復に10年以上を費やし、2010年になって初めて上映できた。 | [ 164 ]         |
| 1931   | 戀愛與義務                              | 卜萬蒼                           | 阮玲玉                                                                        | 中国のサイレント映画。1990年代にウルグアイにて発見された。 | [ 165 ]         |
| 1931   | 私のパパさんママが好き                  | 野村員彦                         | 高峰秀子、斎藤達雄、突貫小僧                                                  | 2017年4月、活動写真弁士・片岡一郎と坂本頼光が家庭向けに再編集された短縮版をインターネット・オークションで落札した。 | [ 166 ]         |
| 1934?  | 夢の弥次喜多 善光寺詣編 上諏訪岡谷の巻  |                                  |                                                                               | 長野県にある豊島屋資料館にて3巻の35ミリフィルムが見つかる。 検閲印が押された台本の記録から1934年に制作されたものとみられる。 なお、スタッフ・キャストに関する詳細は不明である。 |                 |
| 1938   | ジョンソンにはうんざり Too Much Johnson | オーソン・ウェルズ               | ジョゼフ・コットン メアリー・ウィックス アーリン・フランシス ルース・フォード | スペインにあるウェルズの邸宅が1971年に火災に遭ったため、フィルムも焼失したと思われていた。その後イタリアのポルデノーネにてフッテージが見つかり、ジョージ・イーストマン・ハウスにて修復が行われ、2013年10月に上映された。                                                            | [ 168 ] [ 169 ] |

## トーキー

### 1920年代
| 製作年 | 邦題 原題                         | 監督 | キャスト         | 備考 | 注 |
| ------ | --------------------------------- | ---- | ---------------- | --- | -- |
| 1926   | 農園シーンでの歌 A Plantation Act |      | アル・ジョルソン | 1933年以来フィルムの所在が不明だったことから、最初の音声付きの映画は『ジャズ・シンガー』だと誤解されていた。その後、誤って『ジャズ・シンガー』のラベルが貼られた缶が見つかり、修復したうえでDVD版『ジャズ・シンガー』の特典映像として収録された。 |    |

### 1930年代
| 製作年                                           | 邦題 原題                             | 監督 | キャスト | 備考 | 注              |
| ------------------------------------------------ | ------------------------------------- | --- | --- | --- | --------------- |
| 1930                                             | Bed and Breakfast                     | ウォルター・フォード | ジェーン・バクスター リチャード・クーパー サリ・マリッツァ アルフ・ゴダード | 1992年に行われた英国映画協会主催のフィルム再発掘キャンペーンで発見された。 | [ 145 ]         |
| 1930                                             | 青春倶楽部 Follow Thru                | ロイド・コリガン ローレンス・シュウォブ | チャールズ・バディー・ロジャース ナンシー・キャロル ゼルマ・オニール ジャック・ヘイリー | 1990年代に完全なプリントが発見され、 UCLAフィルムアーカイブによって修復・保管された。 |                 |
| 1930                                             | Mamba                                 | アルバート・S・ロージェル | ジーン・ハーショルト エリナー・ボードマン ラルフ・フォーブス | UCLA Film and Television Archiveに保管されている、終盤の展開が記録されたフッテージとバイタフォンディスクのみが現存していると思われてきたが、2009年オーストラリアにて完全なフィルムと4つのサウンドトラック用ディスクが発見された。                                           | [ 170 ]         |
| 1931                                             | 魔人ドラキュラ (スペイン語版) Dracula | ジョージ・メルフォード | カルロス・ヴィリャリアス, ルピタ・トヴァー | スペイン語圏向けに作られた映画作品で、『魔人ドラキュラ』と同時進行で作られた。セットは『魔人ドラキュラ』と同じだが、俳優が異なるほか、撮影は夜間に行われた。 長らくフィルムが現存しないとされてきたが、1970年代にプリントが再発見された。                                   | [ 171 ] [ 172 ] |
| 1931                                             | The Ghost Train                       | ウォルター・フォード | ジャック・ハルバート シスリー・コートニーッジ アン・トッド シリル・レイモンド | 1992年に行われた英国映画協会主催のフィルム再発掘キャンペーンで発見された。 | [ 145 ]         |
| 1931                                             | 陽気な中尉さん The Smiling Lieutenant | エルンスト・ルビッチ | モーリス・シュヴァリエ クローデット・コルベール ミリアム・ホプキンス | 1980年、デンマークにて発見された。 | [ 173 ]         |
| 1931                                             | The Stolen Jools                      | ウィリアム・マクガン | 多数のため割愛 | チャリティのために制作された。1990年、イギリスにて、The Slippery Pearlsという別題で保管されていたフィルムが発見された。 | [ 174 ] [ 175 ] |
| 1932                                             | Condemned to Death                    | ウォルター・フォード | アーサー・ウォントナー Gillian Lind ゴードン・ハーカー シリル・レイモンド | 1992年に開かれたBFIの探索キャンペーンで発見された。 | [ 145 ]         |
| 1932                                             | His Lordship                          | マイケル・パウエル | ジェリー・ヴァーノ Janet McGrew | BFIは「紛失。現存しないものと思われる」としていたが、後にコピーが見つかった。 | [ 145 ]         |
| 1932                                             | 魔の家 The Old Dark House             | ジェームズ・ホエール | ボリス・カーロフ メルヴィン・ダグラス グロリア・スチュアート | 長年失われたと考えられてきたが、映画監督カーティス・ハリントンがユニバーサル・スタジオの保管庫にてプリントを発見し、イーストマン・ハウスが修復を手掛けた。 | [ 176 ] [ 177 ] |
| 1932                                             | en:Rynox                              | マイケル・パウエル | スチュアート・ローマ ジョン・ロングデン | 1990年、パインウッド・スタジオのフィルム保管庫で発見され、BFI National Archiveが修復を手掛けた。 | [ 178 ]         |
| 1933                                             | Berkeley Square                       | フランク・ロイド | レスリー・ハワード ヘザー・エンジェル ヴァレリー・テイラー | 1970年代にフィルムが発見された。 | [ 179 ]         |
| 1933                                             | 濡れた拳銃 Blood Money                | ローランド・ブラウン | ジョージ・バンクロフト ジュディス・アンダーソン フランセス・ディー | 発見されるまでの40年ほどの間は所在不明だった。 | [ 180 ]         |
| 1933                                             | 世界大洪水 Deluge                     | フェリックス・E・フェイスト | シドニー・ブラックマー | Dick Tracy vs. Crime, Inc. (1941)、 King of the Rocket Men (1949)といった映画で津波がニューヨークの街を襲うシーンのフッテージが流用されていたが、作品そのものは長年失われたものとされていた。1980年代後半、イタリアにて、イタリア語に吹き替えられたバージョンが発見された。 | [ 181 ]         |
| 1933                                             | 月光石 The Ghoul                      | T・ヘイス・ハンター | ボリス・カーロフ アーネスト・セジガー | 1970年代にチェコスロバキアにて不完全かつ損傷のあるプリントが発見され、その後より状態の良いプリントがBFIのアーカイブにて発見された。 | [ 182 ]         |
| 1933                                             | Hello Pop!                            | ジャック・カミングス | テッド・ヒーリー 三ばか大将 | 2013年1月、完全なテクニカラー版プリントがオーストラリアのシドニーにて発見された。 | [ 183 ]         |
| 1933                                             | 地獄に笑う者 en:Laughter in Hell      | エドワード・L・カーン | パット・オブライエン, グロリア・スチュアート, マーナ・ケネディ | 長年失われたと考えられてきたが、2012年半ばにフィルムが発見され、同年10月にはハリウッドのAmerican Cinematheque にて上映された。 | [ 184 ]         |
| 1933                                             | 肉の蝋人形 Mystery of the Wax Museum  | マイケル・カーティス | ライオネル・アトウィル フェイ・レイ | テクニカラー版がジャック・ワーナーの個人用保管庫から見つかった。 | [ 185 ]         |
| 1933                                             | お嬢お吉                              | 溝口健二 | 山田五十鈴 | 長年溝口の公式プロフィールに記載されなかったが、2008年、松竹の保管庫よりフィルムが発見された。 | [ 186 ]         |
| 1933                                             | 信念の勝利 Der Sieg des Glaubens      | レニ・リーフェンシュタール | アドルフ・ヒトラー | ヒトラーの命令によって処刑されたエルンスト・レームが写っていたため、ヒトラーの命令によりフィルムが破棄された。1990年代、イギリスにてコピーが発見された。 | [ 187 ]         |
| 1933                                             | This Week of Grace                    | モーリス・エルヴィ | グレイシー・フィールズ ヘンリー・ケンダル ジョン・スチュアート | 2010年にBFIによって発見された。 | [ 188 ]         |
| 1934                                             | 痴人の愛 Of Human Bondage             | ジョン・クロムウェル | レスリー・ハワード ベティ・デイヴィス | 1964年のリメイク版に出演した女優キム・ノヴァクはオリジナルを参考にしようとしたが、ネガがすでに破棄されていた。その後、別の場所からコピーが発見された。 | [ 189 ]         |
| 1935                                             | en:Charlie Chan in Paris              | ルイス・セイラー | ワーナー・オーランド | | [ 190 ] [ 191 ] |
| 自由の日 Tag der Freiheit: Unsere Wehrmacht      | レニ・リーフェンシュタール            | アドルフ・ヒトラー ヘルマン・ゲーリング ルドルフ・ヘス ハインリヒ・ヒムラー                                                                    | 第二次世界大戦後はフィルムの所在が不明となっていたが、1970年代に28分のフィルムが発見された。 | [ 192 ] |                 |
| 弱虫珍選組                                       | 市川崑                                | | アニメ作品。長らく失われたものとみなされてきたが、2014年にアメリカ合衆国でフィルムが発見された。 | [ 193 ] |                 |
| かぐや姫                                         | 田中喜次                              | | 竹取物語を原作とした映画。J.O.スタヂオが制作し、特撮の番組で知られる円谷英二が撮影として参加している。長らく所在不明だったが、2015年にBFIの保存センターにてイギリス向けに輸出された短縮版が見つかった。なお、政岡憲三が人形アニメーションで参加しているが、短縮版では当該パートがカットされている。                                                                     | |                 |
| Oidhche Sheanchais 英題：A Night Of Storytelling | ロバート・フラハティ                  | マギ―・ディラン (Maggie Dirrane) コールマン"タイガー"キング (Colman 'Tiger' King) マイケル・ディラン (Michael Dirrane) Patch 'Red Beard' Ruadh | アイルランドの語り部シャナーキーについてのドキュメンタリ映画であり、世界初のアイルランド語のシンクサウンド映画である。1943年に発生した火災によりコピーがすべて焼失したと考えられてきたが、2012年にハーバード大学のホートン図書館にてニトロセルロース製のフィルムが発見された。2015年、修復された35ミリフィルム版が上映された。                                          | [ 196 ] |                 |
| 日本の娘                                         | ニープ 枝正義郎ほか                   | ニープ 高尾光子 | 日本とイギリス領ビルマ（現：ミャンマー）の合作映画。85分。ミャンマーでは上映された一方、日本では上映されなかった。 第二次世界大戦後はGHQに接収され、後に日本へ返還された。1992年に、東京国立近代美術館フィルムセンターにてプリントがみつかり、『にっぽんむすめ』というタイトルで上映された。 2019年のデジタル復元にあたり、文献資料にある題名『日本の娘』に改題された。 | |                 |
| 1936                                             | The Flying Doctor                     | マイルス・マンダー | チャールズ・ファレル メアリー・マグワイア | 9本のフィルムのうち最初の8本はトラックに載せられ、廃棄されようとしているところをオーストラリアの公務員によってほかの映画のフィルムとともに確保された。その2年後にはイギリス向けの短縮版が発見された。                                                                       | [ 200 ] [ 201 ] |
| 1936                                             | ヒマラヤの聖峰 ナンダ・コット征服     | 竹節作太 | | 立教大山岳部の登山隊がヒマラヤのナンダ・コートに登頂する様子を記録したドキュメンタリ映画で、当時大阪毎日新聞運動部の記者だった竹節作太が撮影した。2016年の夏に日本山岳会の倉庫にてフィルムが発見された。                                                                    | [ 202 ]         |
| 1936                                             | 忠治活殺剱                            | 久保為義 マキノ正博 | 清水英太朗 | 45分の上映用35mmフィルムが2005年に再発見されたことに伴い、欠落シーンをサイレント版ならびに60分の16mmフィルムから補完したうえで「復元版58分」として再構成された。 | [ 203 ]         |
| 1936                                             | 舗道の囁き                            | 加賀四郎 | 中川三郎 ベティ稲田 | 加賀四郎がアメリカのミュージカル映画に影響を受けて制作したものの、劇場公開されなかった。フィルムは空襲で焼失したと思われていたが、1990年代にUCLAの倉庫にて見つかった。 | [ 204 ]         |
| 1937                                             | Summer Rain                           | マリオ・モニチェリ | | マリオ・モニチェリが21歳の時にMichele Badiekという変名で監督した作品。劇場公開されず、失われたと考えられてきたが、2011年になって編集技師のアーカイブから映像の一部が見つかった。                                                                                            | [ 205 ]         |
| 1937                                             | 愛怨峡                                | 溝口健二 | 山路ふみ子 河津清三郎 | | [ 206 ]         |
| 1939                                             | 希望 テルエルの山々 L'espoir          | アンドレ・マルロー | アンドレ・メフート ニコラス・ロドリゲス ホセ・センペーレ フリオ・ペーニャ | 1939年7月に完成し、2度パリで上映されたが、フランコ政権から検閲を要請された。その結果、第二次世界大戦中にフィルムがすべて破棄された。 その後フィルムが見つかり、1945年に再上映されたが、スペイン国内では1977年まで上映できなかった。                                         | [ 207 ]         |
| 1939                                             | 陽は昇る en:Le Jour Se Lève           | マルセル・カルネ | ジャン・ギャバン ジュール・ベリー アルレッティ | RKOがThe Long Nightのリメイク準備のため、本作の権利を購入した際、オリジナル版のプリントを見つかる限りすべて買収して破棄した。そのため、失われたと考えられてきたが、1950年になってコピーが発見された。                                                                       | [ 208 ]         |
| 1939                                             | Smith                                 | マイケル・パウエル | ラルフ・リチャードソン フローラ・ロブソン | 退役軍人チャリティキャンペーンの一環として、1939年に制作された短編映画。第二次世界大戦開戦のため一般公開がかなわず、パウエルの自伝で触れられることもなかった。2003年にコピーが見つかり、2004年には初めて一般に公開された。                                                  | [ 209 ]         |
| 1939                                             | Tevya                                 | モーリス・シュワルツ | モーリス・シュワルツ ジュリアス・アドラー | 長年フィルムが現存しないとされてきたが、1978年にプリントが見つかり、修復された。 | [ 210 ]         |

### 1940年代
| 製作年 | 邦題 原題                                | 監督                                  | キャスト                                                     | 備考 | 注              |
| ------ | ---------------------------------------- | ------------------------------------- | ------------------------------------------------------------ | --- | --------------- |
| 1940   | 孔夫子                                   | フェイ・ムー                          | 唐槐秋 張翼 司馬英才                                         | 2001年、匿名の人物により 香港電影資料館へプリントが贈られた。 | [ 211 ]         |
| 1940   | Kampf um Norwegen – Feldzug 1940         | マルティン・リクリ ヴェルナー・ブーレ | クレジットなし                                               | Berlin Bundesarchivに一部の映像しか現存しておらず、長年失われたと考えられてきた。2005年、完全なニトロセルロースのフィルムがインターネットのオークションに出品され、ノルウェーの大学教授でメディアの専門家であるJostein Saakvitneが発見・落札した。 | [ 212 ]         |
| 1940   | 新ロビンソン漂流記 Swiss Family Robinson | エドワード・ルドウィグ                | トーマス・ミッチェル, エドナ・ベスト                         | ウォルト・ディズニーがこの映画の上映権を購入した。これは1960年に同じ原作に基づき『スイスファミリーロビンソン』を制作した際のことで、旧作が再上映されて自作と比較されることを防ぐための措置であった。一時はウォルト・ディズニーがフィルムをすべて破棄したといううわさも流れたが、2010年ディズニー社の Vault DVD コレクションに収録され、ターナー・クラシック・ムービーズからもDVDが発売された。 | [ 213 ] [ 214 ] |
| 1941   | Kukan                                    | レイ・スコット                        | クレジットなし                                               | 中国の抗日戦を題材としたもので、アカデミー賞を受賞した。後にハワイの映画監督Robin Lungがフィルムを発見した。 | [ 215 ]         |
| 1943   | Deadlock                                 | Ronald Haines                         | ジョン・スレイター                                           | BFI 75 Most Wantedにリストアップされていたことがきっかけで発見された。 | [ 188 ]         |
| 1943   | 私の鶯                                   | 島津保次郎                            | グリゴリー・サヤーピン 李香蘭                                | 1984年に大阪で発見された。 | [ 216 ]         |
| 1944   | Melusine                                 | ハンス・シュタインホフ                | オルガ・チェホーワ ジークフリート・ブロイアー                | 長年失われたと考えられてきたが、1990年代後半にフィルムが見つかり、2014年にベルリンで上映された。 | [ 217 ] [ 218 ] |
| 1944   | en:Welcome, Mr. Washington               | レズリー・S・ヒスコット               | バーバラ・ミューレン ドナルド・スチュワート ペギー・カミンズ | 長年、英国映画協会の "BFI 75 Most Wanted" に登録されていた。2016年初頭、シネマ・ミュージアムのロッカーから完全な状態のプリントが発見され、出演者の一人であるペギー・カミンズの90歳の誕生日会で上映され、1月末には BFI Southbankでも上映された。 | [ 220 ]         |
| 1945   | 桃太郎 海の神兵                          | 瀬尾光世                              | クレジットなし                                               | 日本初の長編アニメ映画『桃太郎の海鷲』（1943年）の姉妹編。戦後GHQによって没収・焼却されたが、1984年に松竹の倉庫でネガが発見された。 | [ 221 ] [ 222 ] |
| 1946   | Spree for All                            | シーモア・ニーテル                    |                                                              | フェイマス・スタジオが制作したスナッフィー・スミスのノベルトゥーン。スナッフィー・スミスのキャラクターを管理しているキング・フィーチャーズ・シンジゲートの要請でフィルムが破棄された。その後、フランス語の字幕の入った16mmフィルム（白黒）がeBayに出品され、2016年にYoutubeに動画が投稿された。                                                                                                | [ 223 ]         |
| 1949   | オー・カトル・コワン Aux quatre coins    | ジャック・リヴェット                  | フランシス・ブーシェ                                         | ジャック・リヴェットのデビュー作である短編映画。長年所在不明となっていたが、2016年にリヴェットが亡くなった直後に彼の妻が自宅アパートから見つけ出した。 | [ 224 ]         |

### 1950年代
| 製作年 | 邦題 原題                                  | 監督                   | キャスト                                                             | 備考 | 注            |
| ------ | ------------------------------------------ | ---------------------- | -------------------------------------------------------------------- | --- | ------------- |
| 1950   | Double Confession                          | ケン・アナキン         | デレク・ファー                                                       | 一時はBFI 75 Most Wantedに登録されていたが、のちにフィルムが発見されDVD化された。 | [ 188 ]       |
| 1950   | 南海の情火                                 | 高木孝一               | 原保美 高杉妙子 山村聰 美空ひばり                                    | 制作会社の倒産に伴い、長年存在が忘れられてきたが、 2016年に神戸映画資料館の保管庫から発見された。 | [ 225 ]       |
| 1950   | ル・カドリーユ Le quadrille                | ジャック・リヴェット   | アンヌ＝マリー・カザリス ジャン＝リュック・ゴダール                  | リヴェットの第二作目となる短編映画。長年フィルムが失われたものとされてきたが、2016年にリヴェットが亡くなった直後に彼の妻が自宅アパートから見つけ出した。                                                                                                  | [ 224 ]       |
| 1950   | 新しき日本 德島縣篇                        |                        |                                                                      | 毎日新聞社が1950年から52年にかけて制作していたPR用映画『新しき日本』シリーズの1作品で、2022年頃に徳島市の市史編さん室の書庫から見つかった。 | [ 226 ]       |
| 1951   | ko:낙동강 (영화)                           | 全昌根                 |                                                                      | 韓国映像資料院の保管庫からオリジナル版のフィルムが見つかり、2022年に復元した。 | [ 227 ]       |
| 1952   | Hammer the Toff                            | マクリーン・ロジャース | ジョン・ベントリー パトリシア・デーントン ヴァレンタイン・ダイオール | BFI 75 Most Wanted の一つ。フィルムが発見され、2016年3月にRenown Pictures DVD からMrs Prym of Scotland Yard (1939/40)とのカップリングでDVDが出された。 | [ 228 ]       |
| 1952   | ル・ディヴェルティスマン Le divertissement | ジャック・リヴェット   | Sacha Briquet, Olga Waren                                            | リヴェットの第三作目となる短編映画。長年フィルムが失われたものとされてきたが、2016年にリヴェットが亡くなった直後に彼の妻が自宅アパートから見つけ出した。                                                                                                  | [ 224 ]       |
| 1952   | en:Salute the Toff                         | マクリーン・ロジャース | ジョン・ベントリー キャロル・マーシュ ヴァレンタイン・ダイオール     | "Hammer the Toff"の続編。一時は BFI 75 Most Wanted の一つに挙げられていたがフィルムが見つかり、2013年にRenown Pictures からDVDがリリースされた。 | [ 229 ]       |
| 1953   | 小人の電話                                 | 藪下泰司               |                                                                      | こびとたちが人間たちの電話技術を視察する内容となっており、アニメと実写が融合した場面が存在する。 2018年には東京国立近代美術館フィルムセンター（現・国立映画アーカイブ）の「発掘された映画たち2018」にて公開された。                                       | [ 46 ] [ 47 ] |
| 1954   | 悪魔が来りて笛を吹く                       | 松田定次               | 片岡千恵蔵 三浦光子 千原しのぶ                                       | 片岡千恵蔵の金田一耕助シリーズの内の一編。2024年に二松学舎大学の教授・山口直孝がフィルムを発見したことをNHKが報じた。 | [ 230 ]       |
| 1955   | The Noble Experiment                       | トム・グレーフ         | トム・グレーフ                                                       | 映画製作者のエレン・シュナイダーによって発見され、現在UCLA映画テレビ・アーカイブに保存されている。 | [ 231 ]       |
| 1956   | 空飛ぶ円盤恐怖の襲撃                       | 関沢新一               | 高島忠夫                                                             | 独立プロである国光映画製作・新東宝配給によるSF映画。長年原版の所在が不明となっていたが、2010年に16ミリフィルムが発見された。 | 。            |
| 1957   | Final Curtain                              | エド・ウッド           | デューク・ムーア ダドリー・マンラブ                                  | テレビ用パイロットフィルム。2011年に発見・修復され、2012年のスラムダンス映画祭で上映された。 | [ 234 ]       |
| 1957   | Second Fiddle                              | モーリス・エルヴィ     | エイドリアン・コリ ソーリー・ウォルターズ リザ・ガストーニ           | 一時はBFI 75 Most Wantedに登録されていたが、のちにフィルムが発見されDVD化された。 | [ 188 ]       |
| 1957   | われ眞珠湾上空にあり 電撃作戦11号          |                        |                                                                      | 1957年の上映後、長年にわたりテレビ放送や再上映、ならびにメディアへの収録がなされなかった。 2019年から22年にかけて、製作者の孫にして国映代表の矢元一臣が同社の倉庫を整理する中で全編フィルムを見つけ、デジタル復元に向けたクラウドファンディングを実施した | [ 235 ]       |
| 1959   | アメリカの影 Shadows                       | ジョン・カサヴェテス   | ベン・カラザース レリア・ゴルドーニ                                  | カサヴェテスは初期版を何度か公開したのち廃棄して作り直した。2004年、ニューヨーク市地下鉄が売りに出した遺失物の中から、映画歴史家のレイ・カーニーが初期版を見つけ出した。                                                                                  | [ 236 ]       |

### 1960年代
| 製作年 | 邦題 原題                          | 監督                                 | キャスト                                                                      | 備考 | 注              |
| ------ | ---------------------------------- | ------------------------------------ | ----------------------------------------------------------------------------- | --- | --------------- |
| 1960   | Private Property                   | レスリー・スティーヴンス             | コリー・アレン ウォーレン・オーツ ケイト・マンクス（Kate Manx）               | ロサンゼルスを舞台とした犯罪ドラマ映画。カトリック系機関のナショナル・リージョン・オブ・ディーセンシーの非難を受け、2016年に批評家からの評価を受けるために再上映が行われた。 | [ 237 ]         |
| 1962   | en:Pages of Death                  | チャールズ・キーティング             | トム・ハーモン                                                                | チャールズ・キーティングによる反ポルノを題材とした短編映画。失われたとき、この映画のフィルムはGambit Magazineの15 Films Lost to Timeの第14位に入っていた。2015年後期、オレゴン歴史協会にあるムーヴィング・イメージ・コレクションから、色あせた状態で16ミリフィルムが発見された。 | [ 238 ] [ 239 ] |
| 1962   | en:Crosstrap                       | ロバート・ハートフォード＝デイヴィス | ローレンス・ペイン                                                            | イギリスのB級スリラー映画で、公開当時は暴力シーンについての批判が寄せられた。長年フィルムは所在不明だったが、2010年代初頭にフィルム・ラボからネガプリントが発見された。 | [ 240 ]         |
| 1962   | 大小黄天霸 別題：橫掃江南七霸天    |                                      | サモ・ハン・キンポー ジャッキー・チェン                                       | ジャッキー・チェン（当時8歳）の俳優デビュー作。長年フィルムが失われたと思われており、60年代初期に行われたチェンへのインタビュー番組の中で引用されたフッテージのみ現存する状態だったが、2016年に何者かがYoutubeに全編をアップロードしたことにより映像の所在が判明した。           | [ 241 ]         |
| 1962   | ゴムデッポウ                       | 伊丹一三                             | 伊丹一三ほか                                                                  | 伊丹一三の監督デビュー作。1963年にミニシアターにて上映されたのち、1964年に赤坂の草月会館で「砂の女」と併映されて以来、幻の作品として扱われてきたが、2005年に伊丹の自宅から見つかる。                                                                                             | [ 242 ]         |
| 1964   | ハムレット Richard Burton's Hamlet | ビル・コララン                       | リチャード・バートン                                                          | すべてのプリントは劇場公開後に破棄するという契約が結ばれたが、主演俳優であるバートンの没後、彼のガレージからプリントが発見された。 | [ 243 ]         |
| 1964   | Batman Dracula                     | アンディ・ウォーホル                 | ジャック・スミス                                                              | バットマンとドラキュラを題材としたアヴァンギャルド映画。長年現存しないとみられていたが、2006年に公開された映画『ジャック・スミスとアトランティスの崩壊』 にてフッテージが取り上げられた。                                                                                        | [ 244 ]         |
| 1965   | あばずれ                           | 渡辺護                               | 飛鳥公子                                                                      | 2014年に再発見された。 | [ 245 ] [ 246 ] |
| 1966   | Incubus                            | レスリー・スティーヴンス             | ウィリアム・シャトナー                                                        | シネマテーク・フランセーズにて、フランス語の字幕の付いたプリントが発見された。 | [ 247 ]         |
| 1966   | The Naked Fog                      | ジョセフ・W・サルノ                  | タミー・ラトゥール（Tammy Latour） グレッチャン・ルドルフ（Gretchen Rudolph） | エクスプロイテーション映画。フィルムの破棄などで長年失われたと考えられてきたが、eBay上にてフィルムの一部が売り出されたことにより所在が判明し、DVD化の準備が進められた。 | [ 248 ]         |
| 1967   | 海外特派員 ある映像作家の場合      | 大林宣彦                             | 大林恭子、大林千茱萸ほか                                                      | 大林宣彦が劇場用映画でデビューする10年前に撮影した実験映画であり、劇場公開はなされなかった。没後の特集上映に際し、彼の娘である千茱萸によってフィルムが発見された。 | [ 249 ]         |

### 1970年代
| 製作年 | 邦題 原題                                   | 監督                                 | キャスト                                                     | 備考 | 注              |
| ------ | ------------------------------------------- | ------------------------------------ | ------------------------------------------------------------ | --- | --------------- |
| 1970   | en:Heartbeat in the Brain                   | ジョーイ・メレン                     | アマンダ・フィールディング                                   | アマンダ・フィールディングが穿頭術を受ける様子を収録したドキュメンタリ映画。2011年4月に現代美術協会で公開された。 | [ 250 ]         |
| 1970   | Sex Power                                   | アンリ・シャピア                     | ジェーン・バーキン                                           | フランスの映画作品であり、サウンドトラックは劇伴を務めたヴァンゲリスにとって初めてのアルバムである。一部の映画館で限定公開された後に保管されたまま紛失したとみなされていた。再発見後の2010年にリマスターDVD化された。                                                | [ 251 ]         |
| 1971   | 暁の挑戦                                    | 舛田利雄                             | 中村錦之助                                                   | 鶴見騒擾事件を描いた作品。上映後にフィルムが所在不明となり「幻の映画」とされていたが、2013年に発見され、フジテレビによる修復作業を経て、川崎市制90周年記念としてチネチッタで上映会が行われた。                                                                       | -               |
| 1971   | 糞禮記 분례기                               | ユ・ヒョンモク                       | ユン・ジョンヒ イ・スンジェ ホ・ジャンガン                   | 方榮雄の小説を原作とする映画。 長らく現存しないとされてきたが、プリントが香港で見つかり、韓国映画振興委員会に保管され、2009年5月18日にソウル北部にある映画館で公開された。                                                                                           | [ 254 ]         |
| 1971   | en:Necromania                               | エド・ウッド                         | マリア・アーノルド レネ・ボンド                              | 長らく現存しないとされてきたが、1992年に編集済みのバージョンがヤードセールに売られているところを発見された。 また2001年には未編集の完全なフィルムも発見された。 | [ 255 ]         |
| 1971   | The Young Marrieds                          | エド・ウッド                         | en:Louis Wolf en:Patti Kramer                                | 長らく現存しないとされてきたが、2004年にカナダでフィルムが見つかった。 | [ 256 ]         |
| 1971   | ヤスジのポルノラマ やっちまえ!!             | 三輪孝輝 高桑慎一郎                  | 鈴木やすし 鈴木弘子                                          | 劇場公開直後に製作会社が解散して原版フィルムも所在不明となるが、当時現像を担当したIMAGICA（旧・東洋現像所）でフィルムが見つかり、2018年に東京国立近代美術館フィルムセンター（現・国立映画アーカイブ）で再上映された。2019年にはDIGレーベルからDVD化されている。      | [ 257 ] [ 46 ]  |
| 1971   | 荒野の千鳥足 en:Wake in Fright              | テッド・コッチェフ                   | ゲイリー・ボンド ドナルド・プレザンス チップス・ラフェルティ | オーストラリアの映画。長年フィルムが失われたものだとみなされてきた。その後、この映画の編集スタッフであるアンソニー・バックリーがピッツバーグで "For Destruction"とラベルが貼られたネガフィルムを発見した。2014年には日本でもキングレコード配給のもと劇場公開された。 | [ 259 ]         |
| 1972   | en:An American Hippie in Israel             | エイモス・セファー                   | アッシャー・ザーファティ                                     | 長らく現存しないとされてきたが、数十年後にフィルムが発見された。 | [ 260 ]         |
| 1972   | en:Marjoe                                   | ハワード・スミス、サラ・ケルノチャン | マージョー・ゴートナー                                       | 1972年のアカデミー長編ドキュメンタリー映画賞受賞作。長い間フィルムが失われ、ストックも修復できないほど廃棄されたとみなされていた。2002年、オリジナルのネガフィルムが発見され、その後も関連する素材が見つかったことから、修復が実現した。                             | [ 261 ]         |
| 1973   | Amore                                       | アンリ・シャピア                     | ソニア・ペトロヴナ                                           | フランスの映画作品であり、"Sex Power"同様ヴァンゲリスがサウンドトラックを手掛けた。一部の映画館で限定公開された後に保管されたまま紛失したとみなされていた。その後フィルムが見つかり、2012年にインターネット上でリマスター版が公開された。                            | [ 251 ]         |
| 1973   | アミューズメント・パーク The Amusement Park | ジョージ・A・ロメロ                  | リンカーン・マーゼル                                         | 元々ルーテル教会の依頼により年齢差別などを主題とした教育映画として制作されたが、過激な内容に驚いた依頼主によって公開が見送られた。 2017年にフィルムが見つかり、2019年に上映された。                                                                                  | -               |
| 1974   | ディレンジド Deranged                       | ジェフ・ギレン アラン・オームズビー  | ロバーツ・ブロッサム                                         | 1974年の劇場公開後フィルムが行方不明になったが、1990年代半ばにフロリダで発見された。日本ではPSC=シネマキャッツ配給で劇場公開されたほか、『ディレンジド/人肉工房』というタイトルでVHSが発売された。                                                                   | [ 264 ]         |
| 1974   | Leonard Cohen: Bird on a Wire               | トニー・パルマー                     | レナード・コーエン                                           | コーエンのツアーを記録したドキュメンタリー映画。コーエンの意向により大半が編集されたのち、フィルムが散逸した。2009年にフィルムが再発見され、2010年にはDVDが発売されたほか2017年には劇場公開された。                                                                  | [ 265 ]         |
| 1975   | The Intruder                                | クリス・ロビンソン                   | ミッキー・ルーニー テッド・キャシディ イヴォンヌ・デ・カーロ | 配給会社の意向によって上映が見送られ、オリジナルのネガフィルムが廃棄されたため、長年失われたものだと考えられてきた。2012年に倉庫の中からプリントが発見され、2017年8月1日にはガレージハウス・ピクチャーズから公式Blu-rayディスクが発売された                          | [ 266 ]         |
| 1978   | 胡惠乾血戰西幝寺                            | 午馬                                 | 戚冠軍 張紀平 張鵬                                           | レアスコープにより、台湾国内のフィルム保管庫から見つかった。 | [ 267 ]         |
| 1979   | 本日ただいま誕生                            | 降旗康男                             | 植木等                                                       | 1979年の劇場公開後にフィルムが行方不明になったが、2012年に渡辺プロダクションの倉庫で発見され、2014年の第27回東京国際映画祭で上映された。 | [ 268 ] [ 269 ] |
| 1979   | GLORY                                       | 山崎貴                               |                                                              | 映画監督の山崎貴が中学3年生の時に同級生たちと制作した映画で、山崎らの通う文化祭にて上映された。長年フィルムの所在が不明だったが、2022年6月に見つかり、同年8月20日に上映された。                                                                                      | [ 270 ] [ 271 ] |

### 1980年以降
| 製作年 | 邦題 原題                 | 監督                                               | キャスト                                                                   | 備考 | 注      |
| ------ | ------------------------- | -------------------------------------------------- | -------------------------------------------------------------------------- | --- | ------- |
| 1980   | Black Angel               | ロジャー・クリスチャン                             | トニー・ヴォーゲル                                                         | 2011年にユニバーサル・スタジオの公文書保管人によってフィルムが発見された。 | [ 272 ] |
| 1983   | Film No Damage            | 井出情児                                           | 佐野元春                                                                   | 佐野元春を題材としたドキュメンタリ映画。上映後にマスターフィルムの所在が不明となっていたが、2012年にEPICレコードジャパンの倉庫にて見つかった | [ 273 ] |
| 1985   | Santo Gold's Blood Circus | サント・リガツーソ（Santo Rigatuso）               | サント・ゴールド                                                           | プロレスラーであるサント・ゴールド監督・主演のSF映画。2008年にフィルムが発見された。 | [ 274 ] |
| 1990   | The Werewolf Hour         | イーゴリ・シェフチェンコ（Igor Shevchenko）        | ミハイル・パホメンコ アレクサンドル・バルーエフ                            | 1990年にソビエト連邦（現ウクライナ）のテレビ局トニスにて放送されたあと、所在が分からなくなっていた。ソビエト連邦崩壊によってすべてのテレビ映画の版権がトニスに移ったが、2017年に版権が消失する。 2021年、失われたメディアを専門とするコミュニティによって調査が進められ、最終的にはロシアのゴスフィルモフォンドにてみつかった。著作権問題解決後、2021年4月28日にYouTubeチャンネル"Odessa Alternative" - the creative studio of Igor Shevchenko"にて配信された。 | [ 275 ] |
| 1991   | en:Khraniteli             | ナターリャ・セレブリャコワ（Natalya Serebryakova） | ヴィクトル・コステッツキー エレーナ・ソロヴェイ                            | J・R・R・トールキンの小説『指輪物語』の第一部『旅の仲間』の映像化作品である。 2001年の映画『ロード・オブ・ザ・リング』では登場が見送られたトム・ボンバディルとゴールドベリが登場するという特徴がある。 1991年にソビエト連邦のレニングラード・テレビジョンにて放送後、所在が分からなくなった。 2021年にフィルムが発見された。 |         |
| 2000   | Monarch                   | ジョン・ウォルシュ                                 | T・P・マッケンナ, ジーン・マーシュ ジェームス・クームズ ピーター・マイルズ | 2000年に開かれたミルバレー映画祭にて上映されて以来失われたと考えられたが、のちにネガフィルムが発見され、2014年に再上映が実現した。 | [ 278 ] |

### 註釈
1. ↑  題名は産経新聞の記事による。
2. ↑  国立映画アーカイブが映画.comに寄せたコラムでは、1971年となっている[126]。
3. ↑  日本では2021年に上映された[262]。